# Ady Endre Társaság (Nagyvárad)
Ady Endre Társaság Nagyváradon közvetlenül a költő halála után, 1919. február 19-én alakult művészeti és irodalmi társaság; alapítói közt találjuk a még ott élő "holnaposokat". 
Első elnöke Antal Sándor, egyik alelnöke Miklós Jutka, tiszteletbeli tagjai Babits Mihály, Dutka Ákos, Emőd Tamás és Juhász Gyula. Az irodalmi szakosztály elnöke Tabéry Géza, titkára Zsolt Béla volt. A társaság feladatának tekintette, hogy Ady szellemében megújítsa a város irodalmi életét és ápolja a román-magyar testvériség eszméjét; elhatározták, hogy utcát neveznek el a költőről s szobrot állítanak neki, a tanácsköztársaság bukását követő ostromállapot azonban csakhamar megbénította az Ady Endre Társaság tevékenységét, s később sem kapott működési engedélyt. 
1922-ben Keresztury Sándor, a nagyváradi sajtó később Alexandru Olteanu néven ismert publicistája kísérelte meg, hogy a Tűz és a Jövő folyóiratok köré csoportosult bécsi magyar emigránsok – főként Gömöri Jenő, Hatvany Lajos és Jászi Oszkár – támogatásával feltámassza. Tervében szerepelt ekkor egy Ady-múzeum létesítése, az Ady-filológia és az Ady-fordítások intézményes támogatása, a költő műveinek és eszméinek terjesztése a munkásság és parasztság körében előadások és olcsó kiadványok útján, a fiatal írók és művészek tömörítése Ady szellemében s a dunai népek kulturális ligája. Az Ady-mozgalom programja a nagyváradi Cele Trei Crișuri folyóiratban jelent meg (1922/8-9), a magyar írók zöme azonban Keresztury-Olteanu személyére való tekintettel nem kívánt csatlakozni, sőt Tabéry Gézának a Nagyvárad hasábjain megjelent válaszcikke éles hangú sajtóvitát indított meg.
A nagyváradi kezdeményezés kihatott Máramarossziget művelődésére is, ahol a Máramaros c. napilap élén Fáskerti Tibor támogatott haladó tömörülést Ady szellemében, s Holder József megkezdte Ady műveinek héber fordítását.
1989 decembere után újjáalakult a nagyváradi Ady Endre Társaság.